# Autoridad
En las dos primeras acepciones de la RAE, la autoridad se refiere al ejercicio de determinadas potestades de mando o conducción de carácter legítimo. Esto significa que debe contar con algún fundamento, en principio, reconocido por los subordinados. Esto la diferencia del poder, que no requiere de mayor fundamento, más allá de la fuerza, o la capacidad para producir los efectos.
Desde este punto de vista, es objeto de estudio del Derecho, las disciplinas vinculadas a la gestión y los asuntos políticos, la Sociología, entre otras disciplinas.
Desde otras acepciones, se hace referencia una persona o institución de cierto prestigio o reconocimiento público, sobre alguna materia en particular.

## Historia
Las concepciones de la autoridad en la Antigüedad se remontan a la Antigua Roma y se inspiran posteriormente en el pensamiento católico (tomismo/tomista) y en otras concepciones tradicionales. En términos más modernos, las formas de autoridad incluyen la autoridad de transición (exhibida, por ejemplo, en Camboya), la autoridad pública en forma de poder popular y, en términos más administrativos, las técnicas burocráticas o de gestión. En términos de gobernanza burocrática, una limitación de los agentes gubernamentales del poder ejecutivo, tal y como expone George A. Krause, es que no están tan cerca de la voluntad popular como lo están los representantes electos. Las reivindicaciones de autoridad pueden extenderse a la soberanía nacional o individual, que se entiende de forma amplia o provisional como una reivindicación de autoridad política que está legitimada..
Las aplicaciones históricas de la autoridad en términos políticos incluyen la formación de la ciudad-estado de Ginebra, y los tratados experimentales que involucran el tema de la autoridad en relación con la educación incluyen Emilio, o De la educación de Jean-Jacques Rousseau. Como define David Laitin, la autoridad es un concepto clave que hay que definir para determinar el alcance y el papel de la teoría, la ciencia y la investigación políticas. La relevancia de una comprensión fundamentada de la autoridad incluye el fundamento básico y la formación de instituciones o representantes políticos, civiles o eclesiásticos. En los últimos años, sin embargo, la autoridad en contextos políticos ha sido cuestionada o puesta en tela de juicio.

## Origen de la autoridad
La noción de autoridad ha sido tratada en filosofía y en sociología, en particular por Max Weber y Alexandre Kojève.
Las necesidades de supervivencia, obligaron a las personas a establecer unas normas que les permitieran poder afrontar los peligros y contratiempos de un medio hostil, como son las demás personas y la naturaleza.
En esas épocas, la autoridad era que el derecho de un superior al cumplimiento exacto por parte de los subordinados se desarrollaba en la cima y bajaba a través de toda la comunidad.
En las sociedades realmente democráticas, la aceptación de la autoridad viene de abajo arriba.

## Tipos de autoridad existentes
Suelen distinguirse cuatro tipos diversos: [cita requerida]
- Los dos primeros, de índole jurídica, forman el poder o la autoridad propiamente dicha.
- Los dos últimos forman más bien la autoridad moral que dan el prestigio, los conocimientos, etc., y son complementos que deben darse en cualquiera de los dos básicos.

1. Jurídica (se impone por obligación). Esta se clasifica en:
Formal, que a su vez se clasifica en:
- Lineal
- Funcional

2. Moral (se impone por convencimiento), la cual se clasifica en:
- Técnica
- Personal(ética)

Se denomina autoridad de línea la que detenta un mando para dirigir el trabajo de un subordinado. Es la relación directa de superior-subordinado que se extiende de la cima de la organización hasta el escalafón más bajo, y se le denomina "cadena de mando".

## Autoridad Funcional
Es la autoridad que tendría un administrador sobre todos los empleados del mismo. [cita requerida] Esta autoridad complementa la de línea y la de personal. Es una forma de autoridad muy limitada, porque su uso rompe la denominada "cadena de mando".

### Autoridad Formal
La ejerce un jefe superior sobre otras personas o subordinados, es de dos tipos: Lineal o Funcional, según se ejerza sobre una persona o grupo, cada uno para funciones distintas.

### Autoridad Operativa
No ejerce directamente sobre las personas, sino más bien  de facultad para decidir en torno a determinadas acciones, autoridad para comprar, para lanzar una venta, para lanzar un  producto, etc. Este tipo de autoridad se ejerce en actos y no personas

## Concepto de autoridad en Psicología Social
Los principios psicológicos subyacentes a los procesos de influencia explican por qué unas personas pueden conseguir que otras hagan lo que desean las primeras. Se utiliza tácticas de influencia cuando quiere conseguir algo de los demás. En función del objetivo y de la situación, las personas utilizan una determinada táctica.
Robert Cialdini sistematizó las tácticas que observaba en los profesionales (vendedores, publicistas, líderes políticos o religiosos) en relación con seis principios psicológicos ligados a la influencia. Según Cialdini, la aceptación de las demandas de una persona se explica por alguno de los siguientes procesos:
- Compromiso/ coherencia
- Reciprocidad
- Validación social
- Escasez
- Simpatía
- Autoridad

### La autoridad en los procesos de influencia
En la década de 1960, el psicólogo Stanley Milgram llevó a cabo una serie de experimentos en Yale para reproducir en el laboratorio el fenómeno de la obediencia ciega a la autoridad. Milgram buscaba una explicación psicosocial a hechos como el Holocausto, estableciendo un vínculo entre la influencia ejercida por los nazis y los experimentos en el laboratorio.
Los participantes de los experimentos eran personas normales que accedieron a través de anuncios en prensa ya cambio de recibir compensación económica. El experimento consistía en que estas personas, siguiendo las órdenes del experimentador, infligieran descargas eléctricas a un individuo (un cómplice del experimentador que simulaba recibir las descargas) aumentando su intensidad a cada orden que recibían. La explicación de por qué los participantes lo hicieron es atribuible a la presión social de sentirse obligados a obedecer a una autoridad. En este caso, un eminente profesor de una acreditada universidad, lo que les hacía desentenderse de sus actos al considerarse un simple instrumento al servicio de la autoridad (el profesor).

### Tácticas basadas en el principio de autoridad
Siguiendo a Robert Cialdini, el poder persuasivo de la autoridad se puede describir como "estar dispuesto a seguir las sugerencias de alguien que es una autoridad legítima". La influencia basada en la autoridad deriva de dos tipos de poder:
- Poder coercitivo: asentado en las posibilidades de repartir premios o castigos a los demás. Por ejemplo, cuando un policía no permite aparcar en un sitio prohibido.
- Poder experto: asentado en el reconocimiento de la competencia de algunas personas en determinadas materias. Por ejemplo, cuando un premio Nobel de economía habla sobre los efectos nocivos de la inflación.

Sin embargo, las tácticas de influencia no se basan realmente en la autoridad, sino en provocar una asociación automática al principio de autoridad, recurriendo a ellos a símbolos que la representan. símbolos, que se utilizan a menudo en el ámbito publicitario, resultan especialmente eficaces para activar este patrón de respuesta:
- Los títulos. Por ejemplo, los académicos o de cualquier otro tipo. Una actriz vestida de médico puede ser un buen señuelo para hacer publicidad de productos para la salud o la higiene (dentífricos, tipos de leche, etc.).
- Los artículos de lujo. El atuendo, joyas o adornos costosos (como los coches de alta gama) son símbolos de autoridad asociados a posiciones de alto estatus social. Por este motivo, inducen a aceptar las demandas de las personas. que los traen (estrategia muy habitual en algunos tipos de estafadores).

## El concepto de autoridad en Ciencia Política
El concepto de autoridad está ligado al concepto de poder, que se entiende como la capacidad (de alguien o algo) de producir resultados. Por tanto, el poder es una capacidad que alguien o algo posee. Siguiendo esta definición, el poder político es la capacidad de producir resultados a través del control del Estado ejerciendo influencia sobre ellos. El poder político implica: (1) competencia por los cargos de autoridad, (2) competencia por la influencia sobre los funcionarios del gobierno y (3) relaciones entre las élites y la sociedad.
En la tipología clásica del poder establecida por Bachrach y Baratz, el poder es relacional; implica una relación entre quien tiene el poder (A) y alguien más (B), sobre quien A tiene algún tipo de ascendencia política. De esta forma se puede decir que A tiene poder sobre B si:
- A logra la obediencia de B a través de una amenaza (coerción)
- A consigue que B haga algo que, de lo contrario, B no haría (influencia)
- B obedece a porque reconoce que el orden de A es razonable en función de unos valores y procedimientos legítimos (autoridad)
- A obliga B a obedecerle, pues los costes de desobedecer para B no son aceptables (fuerza)
- A consigue la obediencia de B con engaños (manipulación)

El esquema de Max Weber (ver el apartado anterior), también es utilizado en ciencia política por el estudio de la legitimidad del poder. Así, la legitimidad política se basa en las "creencias" de los gobernados. Si los ciudadanos creen que un régimen político es legítimo, entonces los gobernantes son legítimos. Por este motivo, los gobiernos que se fundamentan en la legitimidad serán más duraderos que los basados en la coerción.
Sin embargo, el concepto político de legitimidad establecido por Max Weber es controvertido. Algunos juristas como Carl Schmitt afirman que la autoridad racional-legal weberiana podría ser el fundamento de la obediencia a regímenes dictatoriales. Efectivamente, debe recordarse que el régimen nazi fue considerado inicialmente legítimo, pues Adolf Hitler accedió al poder tras ganar unas elecciones democráticas; es decir, con la legitimidad otorgada por los alemanes. Esta confusión entre lo legal y lo legítimo ha llevado a una revisión del concepto de legitimidad del poder. En este sentido, la solución pasa porque la legitimidad vaya ligada al concepto contemporáneo de democracia. Como sintetizó Lincoln en su discurso en el cementerio de Gettysburg (1863): "gobierno del pueblo, por el pueblo y para el pueblo".

## Autoridad en el Código Penal de España
En España, la Ley Orgánica 10/1995, de 23 de noviembre, del Código Penal define en su artículo 24 el concepto de autoridad a efectos penales. 

### Artículo 24.
1. A los efectos penales se reputará autoridad al que por sí solo o como miembro de alguna corporación, tribunal u órgano colegiado tenga mando o ejerza jurisdicción propia. En todo caso, tendrán la consideración de autoridad los miembros del Congreso de los Diputados, del Senado, de las Asambleas Legislativas de las Comunidades Autónomas y del Parlamento Europeo. Se reputará también autoridad a los funcionarios del Ministerio Fiscal.
2. Se considerará funcionario público todo el que por disposición inmediata de la Ley o por elección o por nombramiento de autoridad competente participe en el ejercicio de funciones públicas.

## Legitimidad
Max Weber distingue tres tipos de autoridad en términos de legitimidad
- el jurídico, es decir, lo que se rige por un sistema oficial de leyes,
- el tradicional, es decir, legitimado por la tradición,
- la autoridad carismática, legitimada por las capacidades personales (carisma) del líder.

## Autoridad de certificación
Es una entidad de confianza, responsable de emitir y revocar certificados digitales o certificados electrónicos, utilizados en la firma electrónica, para lo cual se emplea la criptografía de clave pública.

## La autoridad en la empresa
Se puede definir la autoridad en una empresa como "la facultad de mandar y la obligación correlativa de ser obedecido por otros". [cita requerida] Una definición más completa sería "la facultad para tomar decisiones que produzcan efectos". La autoridad se define como una potestad o facultad para realizar algo.

## Autoridad de una página o un dominio
Cuando hablamos de estos dos factores PA(page autorithy) o DA(Domain autorithy), estamos respondiendo a la autoridad que tienen una página o el nombre de la misma respecto al resto de páginas web en internet.